# Junction City, Kansas
Junction City är en stad i Geary County i delstaten Kansas, USA. Junction City är administrativ huvudort (county seat) i Geary County.